# Gonatocerus silhouettae
Gonatocerus silhouettae är en stekelart som beskrevs av Masi 1917. Gonatocerus silhouettae ingår i släktet Gonatocerus och familjen dvärgsteklar. Inga underarter finns listade i Catalogue of Life.